# Melanie Bergermann
Melanie Bergermann (* 1980) ist eine deutsche investigative Journalistin. Sie leitet das Ressort „Blickpunkte“ bei der Wirtschaftswoche.

## Werdegang
Während ihres Studiums der Politikwissenschaft schrieb Bergermann von 1999 bis 2003 für nordrhein-westfälische Regionalzeitungen und Radio Kiepenkerl. Von 2003 bis 2005 war sie freie Mitarbeiterin bei der Mainzer Allgemeinen Zeitung und dem ZDF. 2005 bis 2006 absolvierte sie eine Volontariatsausbildung an der Holtzbrinck-Schule für Wirtschaftsjournalisten. Von 2006 bis 2009 war Bergermann Unternehmensredakteurin „Banken“ bei der Wirtschaftswoche. Im August 2009 wechselte sie zu Gruner + Jahr, wo sie als Unternehmensredakteurin für Banken und Versicherungen für Capital, Financial Times Deutschland, Impulse und Börse Online schrieb. 2009 wurde Bergermann vom Medium Magazin in den „Top-30 bis 30 des Jahres 2009“ gelistet. Im Juli 2012 kehrte sie zur Wirtschaftswoche zurück, um dort ein Investigativteam zu gründen. 2018 übernahm Bergermann die Leitung des Ressorts „Blickpunkte“ der Wirtschaftswoche.

## Auszeichnungen
- für „Ich habe Sie betrogen“, eine in der Wirtschaftswoche publizierte Titelgeschichte über Vertriebsdruck in der Finanzbranche[4]
  - Henri Nannen Preis 2009 in der Kategorie „Beste investigative Leistung“
  - Deutscher Journalistenpreis Wirtschaft | Börse | Finanzen (djp) 2008 im Fachbereich „Bank & Versicherung“
- für ihren Beitrag „Finger weg!“[5] in der Wirtschaftswoche zu den Machenschaften der S&K-Gruppe
  - Georg von Holtzbrinck Preis für Wirtschaftspublizistik 2013[6]
  - Wirtschaftsjournalistin des Jahres des Medium Magazins 2013[7]
- für den Beitrag „Bullshit Banking“[8] zu Geldwäsche über die Direktbank N26
  - Deutscher Journalistenpreis Wirtschaft | Börse | Finanzen (djp) 2019 im Fachbereich „Bank & Versicherung“ sowie Sonderpreis Fintech

## Publikationen (Auswahl)
- Melanie Bergermann, Volker ter Haseborg: Die Wirecard-Story. Die Geschichte einer Milliarden-Lüge. FinanzBuch Verlag, München 2020, ISBN 978-3-95972-415-9.